# Liga de Béisbol del Noroeste de México 2014-2015
La Temporada 2014-2015 fue la edición número 15 de la Liga de Béisbol del Noroeste de México, denominada Pedro Mayorquín Aguilar, que dio inicio el 18 de octubre de 2014 con la participación de 6 equipos. 
Los Cachorros de Acaponeta se coronaron campeones al derrotar en la Serie Final a los Diablos Rojos Universitarios de Tepic por 4 juegos a 2.

## Equipos participantes
Temporada Pedro Mayorquín Aguilar
| Liga de Béisbol del Noroeste de México 2014-2015 |                             |                          |
| Equipo                                           | Sede                        | Estadio                  |
| Cachorros de Acaponeta                           | Acaponeta, Nayarit          | Municipal de Acaponeta   |
| Coqueros de Tuxpan                               | Tuxpan, Nayarit             | "Lorenzo López Ibáñez"   |
| Diablos Rojos Universitarios de Tepic            | Tepic, Nayarit              | Universitario de Tepic   |
| Leones de Tecuala                                | Tecuala, Nayarit            | "Santos Ramos Contreras" |
| Pureros de Compostela                            | Compostela, Nayarit         | "Gilberto Flores Muñoz"  |
| Tabaqueros de Santiago                           | Santiago Ixcuintla, Nayarit | Revolución               |

## Posiciones
- Actualizadas las posiciones al 1 de enero de 2015. [4]

| Liga de Béisbol del Noroeste de México | Liga de Béisbol del Noroeste de México | Liga de Béisbol del Noroeste de México | Liga de Béisbol del Noroeste de México | Liga de Béisbol del Noroeste de México |
| Equipo                                 | JG                                     | JP                                     | PCT                                    | JV                                     |
| -------------------------------------- | -------------------------------------- | -------------------------------------- | -------------------------------------- | -------------------------------------- |
| Tepic                                  | 37                                     | 23                                     | .617                                   | -                                      |
| Compostela                             | 36                                     | 24                                     | .600                                   | 1.0                                    |
| Acaponeta                              | 34                                     | 26                                     | .567                                   | 3.0                                    |
| Santiago                               | 29                                     | 30                                     | .492                                   | 7.5                                    |
| Tecuala                                | 24                                     | 36                                     | .400                                   | 13.0                                   |
| Tuxpan                                 | 19                                     | 40                                     | .322                                   | 17.5                                   |

| Clasificado a los playoffs |

## Playoffs
|  | Semifinales | Semifinales | Semifinales |       |   | Final     | Final | Final |  |
|  |             |             |             |       |   |           |       |       |  |
|  |             |             |             |       |   |           |       |       |  |
|  | 3           | Acaponeta   | 4           |       |   |           |       |       |  |
|  | 3           | Acaponeta   | 4           |       |   |           |       |       |  |
|  | 2           | Compostela  | 0           |       |   |           |       |       |  |
|  | 2           | Compostela  | 0           |       | 3 | Acaponeta | 4     |       |  |
|  |             |             |             |       | 3 | Acaponeta | 4     |       |  |
|  |             |             | 1           | Tepic | 2 |           |       |       |  |
|  | 4           | Santiago    | 1           | Tepic | 2 | 3         |       |       |  |
|  | 4           | Santiago    |             |       |   | 3         |       |       |  |
|  | 1           | Tepic       | 4           |       |   |           |       |       |  |
|  | 1           | Tepic       | 4           |       |   |           |       |       |  |
|  |             |             |             |       |   |           |       |       |  |